# Танг, Игнасио
Игнасио Милам Танг (исп. Ignacio Milam Tang; род. 20 июня 1940) — политик Экваториальной Гвинеи, с мая 2012 по июнь 2016 года — первый вице-президент страны.
Он был министром юстиции и культа с 1996 по 1998 год, затем министром по делам молодёжи и спорта с 1998 по 1999 год. В 1999 году избран на пост второго вице-президента Палаты народных представителей и оставался в этой должности до назначения на должность заместителя премьер-министра по делам государственной службы и административной координации в правительстве премьер-министра Кандидо Муатетемы Риваса 26 февраля 2001 года. После двух лет пребывания на этой должности, 11 февраля 2003 года назначен государственным министром и генеральным секретарём Президиума. С 10 января 2006 до июля 2008 года был послом Экваториальной Гвинеи в Испании.
Президент Теодоро Обианг Нгема Мбасого назначил Танга премьер-министром 8 июля 2008 года, заменив Рикардо Манге Обаму Нфубеа. 14 июля Танг сформировал новое правительство, сохранив около половины из членов предыдущего правительства, несмотря на резкую критику предыдущего правительства президентом. Танг был первым членом этнической группы фанг, который был назначен премьер-министром с момента прихода к власти президента Обианга в 1979 году. На момент назначения Танг являлся сторонником тесных отношений с Испанией и не считался влиятельной фигурой в Демократической партии.
Работал на должности премьер-министра до 21 мая 2012 года. После отставки с неё занял должность первого вице-президента Экваториальной Гвинеи, введённую в результате конституционных изменений, принятых на референдуме в ноябре 2011 года.